# Franz Karl Leopold von Seckendorf-Aberdar
Franz Karl Leopold Freiherr von Seckendorf-Aberdar, auch Leo von Seckendorff (* 2. Dezember 1775 in Ansbach; † 6. Mai 1809 bei Ebelsberg an der Traun) war ein deutscher Dichter.

## Leben
Er studierte in Jena Philologie, kam 1798 als Regierungsassessor nach Weimar, wo sein poetisches Talent durch den Umgang mit Johann Wolfgang von Goethe, Friedrich Schiller und Christoph Martin Wieland weiter ausgebildet wurde, und 1802 als Regierungsrat nach Stuttgart, wurde aber hier wegen eines angeblichen Majestätsverbrechens in eine Untersuchung verwickelt und als Staatsgefangener erst auf dem Schloss Solitude, dann auf dem Hohenasperg gefangen gesetzt.
1805 wieder freigegeben, ging er nach Wien. 1808 gab er dort mit Joseph Ludwig Stoll die Zeitschrift Prometheus heraus. Beim Ausbruch des Kriegs von 1809 trat er als Hauptmann in die Wiener Landwehr ein, folgte dann der Hillerschen Heeresabteilung und fand am 6. Mai 1809 bei Ebelsberg bei Linz den Tod, indem er schwerverwundet in einer Scheune verbrannte.
Im Jahr 1901 wurde in Wien-Penzing (14. Bezirk) die Seckendorfstraße nach ihm benannt.

## Werke
- Blüten griechischer Dichter (Weim. 1800)
- Neujahrstaschenbuch von Weimar für 1801
- Taschenbuch für Weimar auf das Jahr 1805
- Musenalmanach (Regensb. 1807 u. 1808)
- Prometheus (Wien 1808)[1]

## Briefe
- Leo von Seckendorf, Korrespondenzen der Goethezeit. Edition und Kommentar, hrsg. von Michael Grus, Berlin: Walter de Gruyter 2014, 2 Bände, ISBN 978-3-11-025839-4, (Google Books)